# Giovanni Trapattoni
Giovanni Trapattoni (Cusano Milanino, 17. ožujka 1939.) talijanski je nogometni trener, jedan od najuspješnijih u talijanskom nogometu, i bivši nogometaš. Uz to, Trapattoni je jedini trener koji je osvojio sva UEFA-ina klupska natjecanja, te Interkontinentalni kup. Te uspjehe je postigao s Juventusom u dva trenerska mandata u klubu.

## Karijera

### Igračka karijera
Rođen Cusanu Milaninu, pokraj Milana, Trapattoni je imao uspješnu igračku karijeru s gradskim divom A.C. Milanom, 1960-ih i ranih 1970-ih godina. Igrao je većinom kao branič i obrambeni vezni igrač, s ulogom dodavanja lopti kreativnim igračima, poput Giovanni Lodettija i Giannija Rivere. Igrao je i za talijansku reprezentaciju, većinom na poziciji središnjeg braniča s dobrim vještinama, a nastupao je na Svjetskom prvenstvu 1962. u Čileu.
Nakon odlaska iz talijanskog diva, Trapattoni se za zadnju sezonu kao nogometaš premjestio u mnogo slabiji A.S. Varese 1910, i imao je uspješnu sezonu u klubu, kojeg je sljedeće sezone napustio i nastavio nogometnu karijeru kao trener.

### Trenerska karijera
Trapattoni je trenersku karijeru započeo u Milanu kao trner mlade momčadi, nakon čega je postao trener prve momčadi, 1975. godine. Godine 1976., premjesto se u Juventus, s kojim je osvojio sva UEFA-ina klupska natjecanja, a nakon deset godina je otišao u Internazionale, gdje je bio jako uspješan. U Juventus se vratio 1991., a nakon toga, otišao je iz Italije u FC Bayern München 1994. godine, pa ponovo od 1996. do 1998. godine. Trenirao je i Cagliari Calcio od 1994. do 1995. i Fiorentinu od 1998. do 2000. godine, s kojim je osvojio UEFA Ligu prvaka.
U srpnju 2000. godine, Trapattoni je preuzeo vodstvo talijanske reprezentacije, koju je odveo do Svjetskog prvenstva 2002. godine. Na natjecanju su iznenađujuće izgubili od Hrvatske. Ispali su u osmini finala izgubivši od Južne Koreje, izneneađenja natjecanja. Na UEFA Euro-u 2004., nije imala dobar nastup. Ispali su već u natjecanju po skupinama, što je dovelo do otkaza Trapattonija, kojeg je nasljedio Marcello Lippi.
5. srpnja 2004., Trapattoni je postao novi trener portugalske Benfica, koju je doveo do osvajanja SuperLige i  kupa. Dobio je otkaz 2005. godine, kada je otišao opet u Bundesligu, točnije u VfB Stuttgart. Kratko je trenirao VfB, zbog loših rezultata kluba. U svibnju 2006., FC Red Bull Salzburg je angažirao Trapattonija kao nogometnog direktora, dok je trenerom postao Lothar Matthäus. Matthäus nakon 2006./07. sezone dobio otkaz, a novi Trapattonijev pomoćnik je postao Thorsten Fink. Red Bull Salzburg je 13. veljače 2008. potvrdio da Trapattoni odlazi iz kluba, jer je postao izbornikom Irske.
11. veljače 2008., Trapattoni je najavljen kao izbornik irske reprezentacije, koju je preuzeo 1. svibnja. Marco Tardelli je postao njegovim pomoćnikom. Vodio je Irsku kroz kvalifikacije za Svjetsko prvenstvo 2010. u Južnoj Africi.

## Nagrade i uspjesi
Kao jedan od najuspješnijih trenera u povijesti nogometa, Giovanni Trapattoni je jedini trener uz Ernst Happela, koji je naslove prvaka osvojio u četiri zemlje: Italija,Njemačka, Portugal i Austrija; i četvrti trener na svijetu (drugi u Europi) koji je osvojio najviše međunarodnih klupskih natjecanja, sa 7 naslova u 8 finala, uključujući i Interkontinentalni kup, većinom s Juventusm. Uz Nijemca Uda Latteka, jedini je trener koji je osvojio sva tri velika europska naslova, a uz to, jedini je koji je osvojio sva UEFA-ina klupska natjecanja, uz rekord od najviše osvajanja Kupa UEFA (3).

### Klupski uspjesi
- Milan:
  - Serie A: 1961./62, 1967./68.
  - Coppa Italia: 1966./67.
  - Kup prvaka: 1962./63., 1968./69.
  - Kup pobjednika kupova: 1967./68.
  - Interkontinentalni kup: 1969.

### Trenerski uspjesi
- Juventus:
  - Serie A: 1976./77., 1977./78., 1980./81., 1981./82., 1983./84., 1985./86.
  - Coppa Italia: 1978./79., 1982./83.
  - Kup prvaka: 1984./85.
  - Kup pobjednika kupova: 1983./84.
  - Kup UEFA: 1976./77, 1992./93.
  - UEFA Superkup: 1984.
  - Interkontinentalni kup: 1985.
- Internazionale:
  - Serie A: 1988./89.
  - Kup UEFA: 1990./91.
- Bayern München:
  - Bundesliga: 1996./97.
  - DFB-Pokal: 1997./98.
- S.L. Benfica:
  - SuperLiga: 2004./05.
- FC Red Bull Salzburg:
  - Bundesliga: 2006./07.

## Trenerska statistika
| Momčad            | Država   | Od    | Do    | Statistika | Statistika | Statistika | Statistika | Statistika |
| Momčad            | Država   | Od    | Do    | Gol.       | Pob.       | Izj.       | Por.       | Pob. %     |
| ----------------- | -------- | ----- | ----- | ---------- | ---------- | ---------- | ---------- | ---------- |
| Milan             | Italija  | 1974. | 1974. |            |            |            |            |            |
| Milan             | Italija  | 1976. | 1976. |            |            |            |            |            |
| Juventus          | Italija  | 1976. | 1986. | 300        | 163        | 97         | 40         | 54.55      |
| Internazionale    | Italija  | 1986. | 1991. | 230        | 126        | 59         | 45         | 54.78      |
| Juventus          | Italija  | 1991. | 1994. |            |            |            |            |            |
| Bayern München    | Njemačka | 1994. | 1995. | 34         | 15         | 13         | 6          | 44.12      |
| Cagliari          | Italija  | 1995. | 1996. |            |            |            |            |            |
| Bayern München    | Njemačka | 1996. | 1998. | 68         | 29         | 20         | 9          | 42.65      |
| Fiorentina        | Italija  | 1998. | 2000. |            |            |            |            |            |
| Italija           | Italija  | 2000. | 2004. | 44         | 25         | 12         | 7          | 56.82      |
| Benfica           | Portugal | 2004. | 2005. | 48         | 28         | 10         | 12         | 58.33      |
| Stuttgart         | Njemačka | 2005. | 2006. |            |            |            |            |            |
| Red Bull Salzburg | Austrija | 2006. | 2008. |            |            |            |            |            |
| Irska             | Irska    | 2008. | -     | 10         | 4          | 5          | 1          | 40         |

## Vanjske poveznice
- Giovanni Trapattoni: Njemačka službena stranica (njem.)
- Irska fan web stranica  Arhivirana inačica izvorne stranice od 10. prosinca 2008. (Wayback Machine)